# Roccia Nera
Roccia Nera (Duits: Schwarzfluh, Frans: Rocher noir) is een 4075 meter hoge top in het westelijke deel van het bergmassief van de Monte Rosa op de grens van Italië en Zwitserland.
De berg is goed zichtbaar vanuit het Zwitserse Zermatt en het Valdostaanse Val d'Ayas. Hij ligt ten westen van Pollux en ten oosten van de vier toppen van de Breithorn (4164 m).
De Roccia Nera werd op 18 augustus 1873 voor het eerst beklommen door M.Maglioli en A. De Rotschild.